# Calamaria suluensis
Calamaria suluensis är en ormart som beskrevs av Taylor 1922. Calamaria suluensis ingår i släktet Calamaria och familjen snokar. IUCN kategoriserar arten globalt som livskraftig. Inga underarter finns listade.
Arten förekommer på östra Borneo och fram till Suluöarna som tillhör Filippinerna. Honor lägger ägg.